# إبراهيم دمياطي
إبراهيم دمياطي (1944 - 31 يوليو 2018) مذيع سعودي يعتبر من أقدم المذيعين السعوديين، فلقد عمل في الإذاعة والتلفزيون لمدة تزيد عن 30 عام.

## عن حياته
ولد إبراهيم دمياطي في مكة المكرمة، عام 1365هـ الموافق 1944 وتلقى تعليمه في مدارسها، تخرج من جامعة الملك عبد العزيز، ونال شهادة البكالوريوس في الإعلام ويملك مسيرة حافلة في العمل الإذاعي والتليفزيون امتدت لثلاثة عقود، كما عمل في إذاعة البرنامج الثاني “إذاعة جدة” حالياً، وعرف صوته في نقل الصلوات وشعائرها من المسجد الحرام، والنقل المباشر لشعائر الحج، واشتهر بتقديم عدد من البرامج الدينية التي كانت تحظى بمتابعة كبيرة أهمها: نور على الدرب، والعروة الوثقى، وناشئ في رحاب القرآن، ونور المنابر.

## وفاته
توفي في مكة المكرمة يوم 31 يوليو 2018 بعد معاناته من المرض عن عمر يناهز 72 سنة.